# 子どもたちは夜と遊ぶ
『子どもたちは夜と遊ぶ』（こどもたちはよるとあそぶ）は、辻村深月による日本の推理小説。

## あらすじ
1人の受験生の失踪から始まったゲーム。『i』（＝兄・藍）に会うため……、ゲームが終わったら『i』に会える。そう信じて次々と『i』との殺人ゲームを進めていく木村浅葱。だが、次第に浅葱の心は疲れていく。このままゲームを続ければ、月子や狐塚が悲しむのは必定、そうと分かっていても浅葱にはそれが出来なかった。一方通行の片想い、掛け違った恋のボタン、残虐な殺人ゲームの結末は……。

## 登場人物
木村 浅葱（きむら あさぎ）
D大学工学部院生。孝太と同じ研究室の天才肌の学生。月子が女の子と見間違うほど色白で美しい。「藍」という名の双子の兄がいたが、母親の死後、別々の私設児童養護施設に引き取られた。後に施設は劣悪な環境が露見し閉鎖。母親にも施設でも虐待されていたため、体にその痕が残り、人に身体を触られることを嫌う。大学4年の時、論文コンクールで「i」に強烈な敗北感を味わい、その正体を探る。パソコン通信を通じて、「i」＝兄の藍だと判明。「ゲームが終わったら会おう」という「i」の言葉を信じ、殺人ゲームを始める。
月子（つきこ）
D大学教育学部4年生。秋山のゼミ生。小学校の先生を目指している。茶色いふわふわした巻き髪で、趣味はネイルアート。クリムトの絵が好き。料理など実用的なことは苦手。気が強く、負けず嫌いなところがある。子どもが大好きで、子どもが被害者になる事件が起きると、心身に強いショックを受けるが、そんな自分を偽善的だと感じて嫌だと思っている。
狐塚 孝太（こづか こうた）
D大学工学部卒業後、大学院へ進学。月子の2学年上。恭司とは親友で同居人。何事にも優等生然としている。月子が上京してきた時、「地元から可愛い彼女が追いかけてきた」と学内で噂になった。
石澤 恭司（いしざわ きょうじ）
フリーター。D大学工学部卒業後、商社に就職したが、年末に辞めた。目つきが鋭く近寄りがたい風貌だが、女子にはモテる。「早く死にたい」が口癖で、自分の人生に冷めている。右の瞼にピアス、舌にピアス穴がある。耳や唇にはピアスはしていない。
萩野 清花（はぎの さやか）
浅葱・狐塚と同じ研究室のOG。知的な美人。卒業後は都内の技術系企業に就職。孝太が好きだった。
秋山 一樹（あきやま かずき）
通称・秋先生。児童心理学が専門の教授。月子と真紀の指導教官。50代半ば。いつも髪がボサボサ。
白根 真紀（しらね まき）
D大学教育学部。秋山のゼミ生。黒髪のストレートでほとんど化粧をしない。月子の同級生。
片岡 紫乃（かたおか しの）
月子の一番の親友。都内の女子大に通う。月子に劣らず華やかな容姿の持ち主。都内近郊の総合病院の院長の一人娘。月子とは大学入学後、同じ喫茶店でアルバイトを始めたことがきっかけで仲良くなった。非常にプライドが高い。
i（アイ）
2年前、浅葱や孝太が応募した情報工学の論文コンクールで最優秀賞を受賞した論文の筆者。論文は匿名で応募され、都内の有名私大・C大学の学生を名乗った。正体は不明。
赤川 翼（あかがわ つばさ）
県下トップの偏差値の高校に通う受験生。3年生。父親はレストランチェーンの経営者。
坂本 玲一（さかもと れいいち）
入間署の刑事課長。キャリア。階級は警視。35歳。T大文学部心理学科卒で、秋山の教え子。
狐塚 日向子（こづか ひなこ）
狐塚の母親。「Fly Me To The Moon」が何よりも好き。狐塚が小学生の頃に夫が癌で亡くなり、女手一つで子どもを育てた。現在は別の男性と再婚し、長野で小さな喫茶店を経営。月子とは姉妹のように仲が良い。

## エピソード
- 『IN★POCKET』（講談社）2007年8月号「辻村深月のSF（スコシ・フシギ）な世界へようこそ」より
  - 本作は「冷たい校舎の時は止まる」より早く、高校生時代に書いていた。尚、「冷たい校舎」は高校3年生の11月頃〜、受験勉強の真っ只中から執筆し始めた。
  - 当時のタイトルは「藍色を照らす光」であった。
- 『野性時代』（角川書店）2009年8月号特集「鏡のなかの辻村深月」より
  - デビュー2作目ということで、かなり気負っていた。まるで真っ暗な海を泳ぐような感覚だったが、その分書き終えた時の充実感はすごかった。
  - 書きながら一番泣いたのもこの作品であり、書き終えて一番泣いたのもこの作品である。特に、ラブストーリーの部分に感情移入をしてしまった。しかし、そんな自分を「イタい」と思った。
  - 文庫版の表紙イラストを担当した笹井一個は、ノベルス版の表紙があまりにも内容にぴったりだったため、当初はかなり苦労した。